# Francisco Romo y Gamboa
Francisco Romo y Gamboa Fernández (Cañizar, Guadalajara; 29 de enero de 1785 - Madrid; 11 de enero de 1849) fue un político español. Fue senador por Guadalajara en 1840 y en la segunda legislatura de 1843 y diputado por Brihuega en 1846. Hermano del cardenal Judas José Romo y Gamboa.

## Familia
Su padre le enseñó las primeras letras en el hogar familiar y académico, pasando después a las Escuelas Pías, donde continuó su formación. En la Universidad de Alcalá de Henares aprobó tres cursos de Filosofía, dos de Leyes y empezó otro de Cánones, antes de abandonar sus estudios universitarios para hacerse militar.
Eran sus padres Francisco Romo y Gamboa y Ramona Fernández Manrique, dos vástagos de ilustres familias de la nobleza alcarreña. Su padre había nacido en Cañizar el 13 de diciembre de 1746 y falleció en Samur (Francia) en 1808. Era hijo único de Carlos Romo, nacido también en Cañizar el 19 de noviembre de 1705, y de María Teresa Gamboa, que vio la luz en Torija el 7 de mayo de 1713. Su padre fue, por lo tanto, quien primero unió los apellidos de sus progenitores, Romo y Gamboa, para formar un único apellido compuesto, que legó a sus hijos.
Su padre siguió la carrera de las armas; fue destinado como capitán al Regimiento de Infantería de Sigüenza y alcanzó el grado de brigadier cuando estuvo al mando de la Columna de Granaderos Provinciales de Castilla la Vieja durante la Guerra de la Independencia. En 1776 fue investido como caballero de la orden de Santiago. En su matrimonio con Ramona Fernández Manrique tuvo seis hijos; cuatro varones, Lorenzo, Francisco, Judas José y José, y dos mujeres, de las que una hizo los votos como religiosa en el convento de las Jerónimas de Brihuega y la otra se casó con Andrés Briones, coronel del Regimiento de Granaderos a Caballo de la Guardia Real. Aunque los dos hermanos mayores fueron parlamentarios y tuvieron una notable carrera política, el más conocido de todos los hermanos fue Judas José Romo y Gamboa.

### Los Gamboa
La familia Gamboa pertenecía al estamento nobiliario desde el siglo XV. Ocupaba una posición eminente en Hita, Brihuega, Jadraque y Sigüenza, en cuya catedral disponían de una capilla, la de Santiago el Cebedeo, para los enterramientos familiares. Al quebrar el Antiguo Régimen, a raíz de la Guerra de la Independencia, supieron transformar los viejos privilegios nobiliarios en una sólida posición política y económica. No sólo los hermanos Romo y Gamboa ocuparon cargos de importancia; en 1820 el alcalde constitucional de Hita se llamaba Fernando Gamboa; en noviembre de 1835, José Fernando Gamboa era el representante de Sigüenza en la nueva Diputación Provincial; Felipe Gamboa Botija fue diputado en las Cortes de la Primera República, diputado provincial y alcalde de Sigüenza; y José Gamboa Calvo también representó al distrito seguntino en la Diputación Provincial.
Además, como toda la élite liberal de Guadalajara, los Romo y los Gamboa emprendieron una práctica matrimonial muy endogámica. Así, los Gamboa se vincularon con los García por el enlace entre Diego García Martínez y Casilda Gamboa González; con los Montesoro con la boda entre Carlos García Montesoro y Mariana Gamboa Muñoz; con los Botija gracias al matrimonio de José Gamboa Calvo y Francisca Botija Botija, y con los Figueroa y Torres cuando María Gamboa se casó con Agustín Figueroa Alonso-Martínez. Los Romo, por su parte, emparentaron primero con los Bedoya, luego con los Torres, a causa del enlace de Inés Romo Bedoya con José Torres y Tovar, y finalmente con los Udaeta por casarse aquella en segundas nupcias con José Domingo de Udaeta Ferro.
Francisco Romo y Gamboa Fernández contrajo matrimonio en dos ocasiones; la primera vez se casó con Juana Lagúnez, que falleció al poco tiempo sin dejar descendencia, y en segundas nupcias lo hizo con Teresa Balanzat, que también era viuda y que tenía cuatro hijos de su anterior matrimonio. Tuvieron dos hijas: María del Carmen, que permaneció soltera, y María de Sopetrán, que se casó con el teniente coronel Mariano Bardají, comandante del Cuerpo de Estado Mayor.

## Carrera militar
Francisco Romo y Gamboa ingresó como cadete en la Academia militar de Zamora, siendo destinado al Regimiento de Infantería de Sigüenza el 30 de marzo de 1803, donde fue nombrado Subteniente de Bandera del mismo regimiento el día 3 de mayo de ese año. Pasó a cursar estudios en la Real Academia del Cuerpo de Ingenieros Militares, que entonces se encontraba en Alcalá de Henares, y lo hizo con tanto aprovechamiento que la Gaceta de Madrid, del 22 de julio de 1803 publicó su nombramiento por el rey como Subteniente del Cuerpo de Ingenieros, formando parte de su primera promoción, la misma a la que pertenecieron otros ilustres militares como Antonio María Ramón Zarco del Valle.
Permaneció en la Academia de Ingenieros de Alcalá de Henares hasta el 25 de febrero de 1806, cuando ascendió al empleo de Teniente en el mismo cuerpo y fue destinado en Valladolid, donde le sorprendió la Guerra de la Independencia. Inmediatamente se puso a las órdenes de la Junta de Generales de Castilla la Vieja, participando en las acciones de Cabezón y Rioseco y destacó en la defensa de Logroño. Incorporado a las filas del Ejército del Centro, se le encargó la formación de los cadetes del Regimiento de Infantería de Burgos. Fue ascendido a capitán del Batallón de Granaderos de Ledesma pero, por circunstancias de la guerra, su nombramiento no fue sancionado por la Regencia, por lo que no tuvo efectos en el escalafón. Combatió en batallas decisivas como Uclés y Ocaña; como consecuencia de su participación en la batalla de Ocaña, el 19 de noviembre de 1809, fue herido y capturado, viviendo como prisionero de guerra los años siguientes.
El 3 de septiembre de 1814, al terminar la Guerra de la Independencia y recobrar su libertad, solicitó ser licenciado con el grado de capitán retirado por tener el brazo izquierdo completamente inutilizado desde la batalla de Ocaña. Se licenció con un escudo y dos cruces de distinción por su valor acreditado en acciones de guerra y regreso a la provincia de Guadalajara para dedicarse exclusivamente a sus asuntos particulares.

## Actividad política y administrativa
En 1821 fue llamado por el general Estanislao Sánchez Salvador, entonces Ministro de la Guerra, para que colaborase con él y allí estuvo destinado como secretario. En febrero de 1822 fue nombrado Jefe Político de la provincia de Teruel, ejerciendo su cargo hasta el mes de noviembre de ese mismo año. Durante su estancia en Teruel como primera autoridad provincial salvó la vida a Tadeo Calomarde, natural de esa provincia, interponiéndose personalmente en medio de un tumulto para evitar que fuese atropellado por los liberales.
En 1823, con la vuelta del absolutismo, regresó a Guadalajara percibiendo solamente 4.200 reales de renta, la mitad de los haberes que le correspondían como capitán retirado. En 1827 fue rehabilitado y, finalmente, en el año 1830 fue llamado por el alcarreño José López de Juana Pinilla, a quien el rey había encargado la ejecución de algunos trabajos extraordinarios, volviendo Francisco Romo y Gamboa a la administración del Estado. A partir del 9 de marzo de 1830 figuraba como auxiliar de la Comisión de Arriendo de todos los ramos decimales.
Al morir el rey Fernando VII solicitó un destino como Oficial en la Secretaría de la Reina Gobernadora o en una subdelegación de Fomento. El 10 de diciembre de 1833 el ministro Javier de Burgos propuso a la Reina Gobernadora María Cristina de Borbón el nombramiento de Domingo Antonio Vega de Seoane como Subdelegado de Fomento en la provincia de Zaragoza y de Francisco Romo y Gamboa como secretario de dicha subdelegación, pero rechazó esa designación alegando que le degradaba a los ojos de sus conciudadanos por haber ejercido previamente como Jefe Político.
Sus consideraciones fueron atendidas y la reina María Cristina de Borbón le nombró Subdelegado de Fomento en la provincia de Huesca desde enero de 1834, con un salario de 8.200 reales. Después fue designado Gobernador Civil de dicha provincia, con un sueldo de 28.000 reales. Cuando dimitió en 1835, los ayuntamientos de Tamarite de Litera, Albelda y San Esteban escribieron al gobierno solicitando se le mantuviese en el cargo. Su dimisión estuvo motivada por unos graves disturbios que le forzaron a poner en libertad a un grupo de comerciantes oscenses a los que había detenido porque llevaban mucho tiempo sin pagar sus licencias de venta de productos de comer, beber y arder, confiando su impunidad a su reconocida fama de liberales.
La Reina Gobernadora le trasladó, encomendándole el Gobierno Civil de Murcia, en abril de 1835, del que tomó posesión el 23 de mayo de ese mismo año, ascendiendo su sueldo a 32.000 reales; por su actuación al frente de esta provincia se le concedió la Cruz de Carlos III. En el mes de septiembre, también de 1835, fue enviado con el mismo cargo a la provincia de Valladolid, tomando posesión del Gobierno Civil el día 29 de octubre, sustituyendo a Antonio Flórez Estrada; al ser cesado en este destino, la Diputación Provincial solicitó que permaneciese en el puesto.
El 8 de junio de 1836 pasó a ser Gobernador Civil de Zaragoza, aunque se le retuvo en Madrid con la excusa de que diese cumplida cuenta de la situación real de la provincia de Valladolid en esos delicados momentos. Sin embargo, la verdad era que el Capitán General de aquella provincia aragonesa estaba ejerciendo como Gobernador Civil en funciones y prefería mantener la unidad de mando civil y militar de su demarcación, asolada por la Primera Guerra Carlista, por lo que obstaculizaba la toma de posesión del recién nombrado. Finalmente, la Reina Gobernadora nombró como Gobernador Civil de Zaragoza a Joaquín Alcorisa y Francisco Romo Gamboa quedó en situación de cesante.
El 30 de abril de 1837 se admitió la dimisión de Miguel Cabrera de Nevares como Gobernador Civil de Madrid, haciéndose cargo del puesto Francisco Romo y Gamboa, primero de forma interina y a partir del 9 de febrero con plenos derechos. El 14 de abril de 1838, y según dice el decreto atendiendo a sus problemas de salud, se acepta la dimisión de Francisco Romo y Gamboa como Jefe Político de Madrid, siendo sustituido por Diego de Entrena. En el Real Decreto, la Reina Gobernadora María Cristina de Borbón menciona expresamente su satisfacción por el celo y lealtad de Francisco Romo y Gamboa, y exhorta al gobierno a que le ofrezca otro nombramiento en cuanto se haya restablecido su salud. No se puede desdeñar que cuando el 30 de diciembre de 1837 se nombró a Romo y Gamboa para ese puesto, se hizo aceptando, en un decreto de texto similar, la dimisión del anterior Jefe Político de Madrid, Miguel Cabrera de Nevares. No parece posible que los dos Jefes Políticos de la provincia madrileña cesasen por idéntico motivo en tan breve plazo.
El 16 de abril de 1838 fue designado Director General de Montes, siendo cesado de forma fulminante por las nuevas autoridades que se hicieron cargo del país tras el pronunciamiento de 1840; el 13 de octubre se le apartó de su puesto suspendiéndole provisionalmente del cargo y el 14 de noviembre se le declaró cesante.
En 1848 se aceptó su jubilación, pero no se le abonaron los pagos extraordinarios que solicitó. Del mismo modo, se le advirtió que podía usar el uniforme de Gobernador Civil de Madrid, pero que no tenía derecho al tratamiento de Excelencia ni a recibir otras remuneraciones.

## Elección y actividad parlamentaria
Su actividad parlamentaria dio comienzo en el Senado. La Reina Gobernadora María Cristina de Borbón le eligió como representante de la provincia de Guadalajara en la Cámara Alta entre la terna de candidatos que le remitió la provincia después de la elección del 2 de febrero de 1840. La Comisión de Actas aprobó su nombramiento en su sesión del 9 de marzo y dos días después juró su cargo.
En marzo de 1842 pasó a formar parte de la comisión del Senado dedicada al estudio de los Ayuntamientos, de su organización y atribuciones, un asunto que era uno de los más espinosos y enconados entre los progresistas y los moderados, alineándose Francisco Romo y Gamboa con estos últimos. Políticamente fue siempre un moderado, tan identificado con la monarquía y sus prerrogativas como con el liberalismo y su constitución; identificado con los doceañistas, defendió públicamente a Francisco Martínez de la Rosa y se enfrentó con los progresistas, interviniendo públicamente en relación con la Regencia y tutela de la reina Isabel II y su hermana.
No olvidó su pasado militar y en 1840 destacó por su intervención en la Cámara en asuntos concernientes a la Guerra Carlista; se sumó a la proposición para que se le concediese un voto de agradecimiento al general Manuel de la Concha o para que se considerasen beneméritos de la patria a los miembros de la Milicia Nacional de los pueblos de Roa y Nava de Roa (Burgos). Ese mismo año se contaba entre los senadores que se opusieron a que los parlamentarios, tanto diputados como senadores, cobrasen un sueldo por razón de su cargo, un debate parlamentario en el que se cruzaron acusaciones de elitismo por aquellos que opinaban que, sin una digna remuneración, sólo los hacendados podrían optar a un escaño. También intervino con frecuencia en asuntos económicos, como tributos, exenciones o reparaciones de guerra tras la derrota del Carlismo.
Disueltas las cámaras en 1843, volvió a abrirse el Senado después de que finalizase la Regencia del general Baldomero Espartero. El 30 de septiembre de 1843 es de nuevo elegido como representante de Guadalajara entre la terna que había votado la provincia, y su designación es aprobada el 13 de octubre por la comisión correspondiente, jurando su cargo el día 27 del mismo mes y año.
Su presencia en la Cámara Alta va a ser más breve en esta ocasión, pues la Constitución que las Cortes Constituyentes de 1844 redactaron y aprobaron, y que entró en vigor en 1845, determinaba que el Senado sería exclusivamente de elección regia, perdiendo el carácter parcialmente electivo que tenía. Disuelta ese año la Cámara Alta, Francisco Romo y Gamboa no estuvo entre los senadores escogidos por la reina y que compusieron el nuevo Senado.
Durante su último período en la Cámara Alta intervino en repetidas ocasiones para dar su opinión sobre los temas que más separaban a progresistas y moderados: dotación de culto y clero y otros asuntos religiosos, la actuación de Salustiano Olózaga con la reina Isabel II, la organización de Ayuntamientos y Diputaciones y las irregularidades del más reciente proceso electoral.
No tardó mucho en volver al Parlamento. Convocadas nuevas elecciones para el Congreso de los Diputados según la nueva legislación electoral de 1846, se celebraron los comicios el 6 de diciembre de 1846 con un sufragio censitario muy reducido en el que los moderados ganaron la mayoría de los escaños. Francisco Romo y Gamboa se presentó por la circunscripción de Brihuega, en la provincia de Guadalajara, un distrito que en esa ocasión sólo contaba con 213 electores con derecho a voto, de los que únicamente 113 lo ejercieron apoyando al candidato gubernamental.
El 23 de enero de 1847 juró su cargo como diputado, pero al cabo de unos meses solicitó licencia para ausentarse de las actividades y convocatorias parlamentarias por encontrarse gravemente enfermo; le fue concedida y por esa causa no formó parte de ninguna de las comisiones ni se recogió alguna intervención suya en las actas de los plenos. En 1848 volvió a solicitar la licencia por los mismos motivos y falleció en Madrid el 11 de enero de 1849. Cinco días después se informó de su fallecimiento a ambas cámaras y su escaño en el Congreso fue ocupado por Luis María Pastor Copo.